# Thaleia Zariphopoulou
Thaleia Zariphopoulou (1962) é uma matemática greco-estadunidense, especialista em matemática financeira. É catedrática de matemática e V. H. Neuhaus Centennial Professor of Finance da Universidade do Texas em Austin. É casada com Panagiotis E. Souganidis, Charles H. Swift Distinguished Service Professor in Mathematics da Universidade de Chicago.
Zariphopoulou obteve um B.S. em engenharia elétrica na Universidade Técnica Nacional de Atenas em 1984. Foi então para a Universidade Brown para estudos de pós-graduação em matemática aplicada e obteve um grau de mestrado em 1985 e um Ph.D. em 1989, orientada por Wendell Fleming. Foi professora assistente no Instituto Politécnico de Worcester e professora associada da Universidade do Wisconsin-Madison, antes de ir para a Universidade do Texas em Austin em 1999. Foi a primeira a ocupar a Man Chair of Quantitative Finance no Oxford-Man Institute de 2009 a 2012.
Em 2012 foi eleita fellow da Society for Industrial and Applied Mathematics (SIAM) "por contribuições ao controle estocástico e matemática financeira".
Foi palestrante convidada do Congresso Internacional de Matemáticos em Seul (2014: Stochastic modeling and methods in optimal portfolio construction).